# Resolució 404 del Consell de Seguretat de les Nacions Unides
La Resolució 404 del Consell de Seguretat de les Nacions Unides, fou aprovada el 8 de febrer de 1977. Després d'escoltar un representant de Benín, el Consell va reafirmar que els Estats han d'abstenir-se de les amenaces i l'ús de la força en les seves relacions internacionals i van decidir establir una Missió Especial integrada per tres membres del Consell per investigar els esdeveniments del 16 de gener de 1977 contra el país. Les conclusions de l'informe de la Missió Especial es van examinar a la resolució 405.
L'incident es va assenyalar a l'atenció del Consell per part de la República Popular de Benín el 26 de gener de 1977, després que mercenaris estrangers ataquessin a l'aeroport i la ciutat de Cotonou, però més tard es van veure obligats a retirar-se.
No es van donar detalls sobre la votació, a part que es va adoptar "per consens".